# Norman W. Walker
Norman W. Walker (* 4. Januar 1886 in Genua; † 6. Juni 1985 in Cottonwood, Arizona) war ein US-amerikanischer Geschäftsmann und Autor, der als Mitbegründer der Natural-Hygiene-Bewegung in den Vereinigten Staaten gilt, die Rohkost und Obst- und Gemüsesäfte als optimale Ernährung für den Menschen ansieht. Walker entwarf einen eigenen Entsafter, der unter dem Namen Norwalk Hydraulic Press Juicer im Handel erhältlich ist. Über Walker kursieren viele falsche Altersangaben; meistens wird sein Sterbealter mit deutlich über 100 Jahre angegeben, oft wird 119 Jahre genannt. Sein Geburtsdatum ist jedoch amtlich dokumentiert und steht auch auf seinem Grabstein; er starb im Alter von 99 Jahren. 

## Biografie
Walker wurde 1886 in Genua in Italien als Sohn britischer Eltern geboren. Im Oktober 1910 emigrierte er von England in die USA. Eine Weile lang lebte er in New York. Später eröffnete er in Long Beach in Kalifornien eine Saftbar mit Lieferservice, da er von der positiven Wirkung frischer Säfte auf die Gesundheit überzeugt war. Seiner Ansicht nach wirken sie darmreinigend und können so Krankheiten vorbeugen. Da nur frisch gepresster Saft diese Wirkung habe, entwarf Walker ein eigenes Entsaftermodell. Nachdem die Gesundheitsbehörde in San Francisco den Verkauf von nicht pasteurisiertem Gemüsesaft verboten hatte, begann er mit der Produktion von Entsaftern in Anaheim.
Ende der 1940er Jahre zog Walker nach St. George in Utah, wo er in einer ehemaligen Mühle zusammen mit einem Geschäftspartner die Produktion von Entsaftern fortführen wollte. Nach erneutem Konflikt mit den Gesundheitsbehörden verkaufte er seinen Anteil an der Firma an seinen Geschäftspartner und begann, ein eigenes Gesundheitsmagazin herauszugeben, The New Health Movement Review. Einige Jahre lang betrieb er außerdem eine eigene Gesundheitsfarm in Arizona, ehe er sich auf das Schreiben von Büchern über Gesundheit konzentrierte. Einige seiner Bücher geben auf dem Umschlag an, er habe Medizin studiert, ohne aber anzugeben, von welchem Institut bzw. von welcher Universität er den Doktortitel erhalten habe.

## Theorien
Walker empfahl eine vegane Rohkost aus Gemüse, Obst und Nüssen. Hitzebehandelte Lebensmittel bezeichnete er als „tot“ und ungesund. Den Verzehr von Fleisch, Fisch, Eiern und Milchprodukten lehnte er ab, ebenso Brot, Nudeln und Reis. Schädlich seien auch Trinkwasser und Mineralwasser; er empfahl stattdessen das Wasser, was beim Pressen von Gemüse aus dem Gemüse übrig bleibt (also Gemüsesäfte) als Getränk. Dabei sei es jedoch wichtig, Entsafter zu benutzen, die so gut wie alle festen Bestandteile des Gemüse entfernen. In der Regel sind dies Entsafter, die über zwei Schneckentriebe pressen, die festen Bestandteile gesondert abführen und nicht das Gemüse einfach raspeln und dadurch die festen Bestandteile nur zerkleinern, so dass diese weiterhin in dem Saft enthalten sind.
Als wesentlich für die Gesundheit betrachtete Walker den Zustand des Darms und die Verdauung. Nach seiner Ansicht gehen etwa 80 Prozent aller Krankheiten vom Darm aus. Vor allem Verstopfung betrachtete er als Krankheitsauslöser: „(it is) the primary cause of nearly every disturbance of the human system“ (dt.: (Verstopfung) ist die Hauptursache nahezu jeder Störung des menschlichen Organismus). Er ging davon aus, dass eine unregelmäßige Verdauung zur Verunreinigung des Blutes und damit zu innerer Vergiftung (toxemia) führe. Ein solcher Vorgang ist wissenschaftlich nicht belegt. Als Anzeichen einer solchen toxemia sah Walker Pickel an. 
Der Verzehr von Milchprodukten hat nach seiner Auffassung einen schädlichen Einfluss auf die Gesundheit und kann Krankheiten auslösen. Walker argumentiert, dass die Natur die Milch der Kuh für das Kalb vorsieht und nicht für eine andere Art. Es gebe kein Tier, das sich durch die Milch anderer Arten ernähre, nur der Mensch tue dies (und das auch erst seit wenigen Jahrtausenden). Die Milch der Kuh sei in ihren Bestandteilen und Verhältnissen der Nährstoffe, Vitamine und Mineralien genau auf das Kalb angepasst, für den Menschen daher unbrauchbar. Walker betont, dass Kuhmilch 300 % mehr Kasein enthält als menschliche Muttermilch. Kasein ist ein Protein, das dem Körper wichtige, gut aufschließbare Aminosäuren liefert, um Gewicht aufzubauen. Ein Kalb trinkt Kuhmilch, um in 6–8 Wochen das doppelte Gewicht zu erreichen. Der Mensch hingegen erreiche das doppelte Gewicht erst in 6–7 Monaten. Außerdem wird von Walker auf das Phosphor- und Schwefelverhältnis hingewiesen. Kuhmilch enthalte 50 % mehr Phosphor als menschliche Muttermilch, das Verhältnis zwischen Schwefel und Phosphor stimme für das Kalb, aber nicht für den Menschen. Der menschliche Organismus müsse viel zu hohe Anstrengungen unternehmen, um Kuhmilch zu verdauen. Daraus resultiere giftige Schleimbildung. Der Verzehr von Milch und Milchprodukten ist nach Walker daher für den Menschen nicht geeignet. Angeblich werden Erkältungen, Grippe, Asthma, Bronchialbeschwerden, Tuberkulose, Heuschnupfen, Lungenentzündungen, Hautkrankheiten, Stirnhöhlenprobleme und Arthritis durch Milch begünstigt oder verstärkt. Das in Milch vorhandene Kalzium sei an das Protein Kasein gebunden und könne somit nicht vom menschlichen Verdauungssystem aufgenommen werden.
Ein anderer Punkt, der von Dr. Walker angegangen wird, ist die Pasteurisierung der Milch. Laut Walker gilt diese einzig und allein dem Profit der Milchproduzenten. Denn dabei wird die Milch erhitzt, sodass Bakterien abgetötet werden, die die Milch sauer machen würden. Walker stellt sich gegen das Argument, dass durch Pasteurisierung Koli-, Typhus- oder Tuberkulosebakterien abgetötet werden. Denn dafür seien Temperaturen von 90 bis 110 °C nötig, die bei der Pasteurisierung wohl nicht erreicht würden.
Walker berichtet in seinem Buch "Täglich frische Salate erhalten Ihre Gesundheit" über seine Aufzeichnungen, laut denen es bei Kindern jeden Alters genau wie bei Erwachsenen zu "unglaublichen gesundheitlichen Fortschritten" gekommen sei, als sie die Milch aus ihrer Ernährung gestrichen hätten. Erkältungen hätten nachgelassen, ebenso Asthma, Heuschnupfen und andere Verschleimungszustände.
Walker appelliert an die Eltern, besonders an die Mütter, sich mit dem Thema Milchverzehr auseinanderzusetzen und ihre Kinder diesem weder während der Schwangerschaft noch während der Säuglingszeit auszusetzen. Er empfiehlt vielmehr das ausreichende Stillen von Kindern und Ernährung der Mutter (und des Kindes, wenn es aus dem Säuglingsalter herausgewachsen ist,) mit ausreichend Obst und Gemüse, worin sehr viel Kalzium und andere wichtige Stoffe in ausreichender Menge enthalten seien.
Die Informationen zur Walkers Milchtheorie entstammen der 3. Auflage von 1993 des Buches "Täglich frische Salate erhalten Ihre Gesundheit" von Dr. Norman W. Walker, Copyright by Waldthausen Verlag.
Die Autoren des Konzepts Fit for Life, das auch in Deutschland bekannt ist, haben die Theorien Walkers übernommen.

## Publikationen (Auswahl)
- Raw Vegetable Juices: What’s Missing in Your Body? (1936); revised: Fresh Vegetable and Fruit Juices (1978)
  - Frische Frucht- und Gemüsesäfte. Vitalstoffreiche Drinks für Fitness und Gesundheit. Waldthausen, Ritterhude 1991.
- Become Younger (1949)
  - Auch Sie können wieder jünger werden. Waldthausen, Ritterhude 1990.
- The Natural Way to Vibrant Health (1972)
  - Strahlende Gesundheit. Waldthausen, Ritterhude 1990.
- Water Can Undermine Your Health (1974)
  - Wasser kann Ihre Gesundheit zerstören! Waldthausen, Ritterhude 1990.
- Colon Health: the Key to a Vibrant Life (1979)
  - Darmgesundheit ohne Verstopfung. Der Schlüssel für eine vitale und strahlende Gesundheit. Waldthausen, Ritterhude 1992.